# Železniční trať Bezdružice–Teplá
Železniční trať Bezdružice – Teplá je zamýšlené 13kilometrové prodloužení železniční trati 177 Pňovany – Bezdružice s železniční tratí podél řeky Teplé (Trať 149 Mariánské Lázně – Karlovy Vary). Má umožnit  přímější spojení krajských měst Plzeň a Karlovy Vary namísto nyní používaného spojení objíždějícího Slavkovský les po tratích 170 a 140 přes Mariánské Lázně a Cheb a oživit turistický ruch v okolí Bezdružic a Teplé.   
První snahy o prodloužení bezdružické lokálky do Teplé se datují do doby krátce po jejím dokončení. V roce 1909 se iniciativy ujalo město Úterý, které usilovalo o získání železničního spojení. Tehdy se uvažovalo o třech variantách spojení – buď o přímém spojení Bezdružic a Teplé, dále o variantách přes Úterý nebo přes Lestkov. V roce 1910 už se uvažovalo jen o dvou variantách. Jednou z nich bylo nejkratší spojení přes Horní Polžice, Řešín a Křepkovice a Klášter Teplá, které mělo měřit 15,2 km. Náklady na jeho vybudování se odhadovaly na 1 980 000 tehdejších Kč. Druhá varianta měla přinést železniční spojení městu Úterý a měla měřit 22,7 km. Trasa měla vést v linii Bezdružice – Řešín – Křivce – Úterý (nádraží mělo stát poblíž nynějšího sídliště) – Staré Sedlo – Beroun – Nezdice – Klášter Teplá – Teplá. Tato trasa by byla náročnější co do převýšení a vyšší měly být náklady na její vybudování: odhadovaly se na 3 630 000 Kč. Kompromisní varianta počítala s přímou tratí do Teplé a odbočkou do Úterý z Bezdružic. Zde se náklady odhadovaly na 3 340 000 Kč.
Nejnověji představila záměr propojit železnicí Bezdružice s Teplou Správa železniční dopravní cesty v říjnu 2008. V té době byla dokončována územně-technická studie. Rada Karlovarského kraje záměr podpořila s podmínkou, že na výstavbu nebudou použity finance určené na údržbu tratí v kraji.  S výstavbou této spojky by byla spojena i optimalizace navazující stávající lokálky z Pňovan do Bezdružic, která by znamenala přeložky některých úseků a zrychlení přepravy i na tomto úseku trati.